# Milorad Milutinović

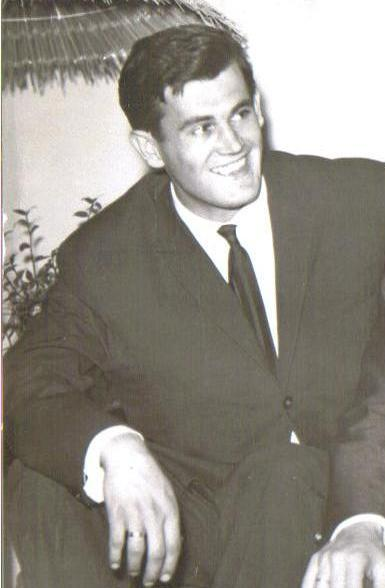
Milorad Milutinović

Milorad Milutinović (* 10. März 1935 in Bajina Bašta; † 12. Juli 2015 in La Chaux-de-Fonds) war ein jugoslawischer Fußballspieler und -trainer.

## Sportlicher Werdegang
Milutinović wechselte 1952 gemeinsam mit seinem zwei Jahre älteren Bruder Miloš vom FK Bor zu Partizan Belgrad. Während dieser dort erfolgreich als Stürmer reüssierte, lief er als Abwehrspieler auf. 1958 rückte er in den Kreis der jugoslawischen Nationalmannschaft auf und wurde ohne vorherigen Länderspieleinsatz in den Kader für die Weltmeisterschaftsendrunde 1958 berufen. Auch im Turnierverlauf blieb er ohne Nationalmannschaftsspiel. Anschließend wechselten die Brüder gemeinsam mit ihrem dritten Bruder Bora zum Ortsrivalen OFK Belgrad, Milorad kehrte jedoch 1960 zu Partizan zurück. Hier gewann er bis 1963 dreimal die Meisterschaft, anschließend kehrte er zum FK Bor zurück.
1965 wechselte Milutinović ins Ausland zum Schweizer Klub FC La Chaux-de-Fonds. Beim dreimaligen Meister blieb er bis 1968, ehe er bei FC Cantonal Neuchâtel seine Karriere als Spielertrainer ausklingen ließ. Anschließend ließ er sich dauerhaft in der Schweiz nieder.